# İrem Yaman
İrem Yaman (Ankara, 4 d'agost de 1995) és una taekwondista turca campiona europea i mundial. Yaman ha guanyat la medalla d'or en el seu pes (62 kg) en el mundial de 2015, i l'any 2016 com a campiona d'Europa. En aquest últim campionat va guanyar la final davant l'espanyola Marta Calvo Gómez per 14-4. Yaman és filla d'un taekwondista.